# U 17 (1936)
El U 17 o Unterseeboot 17 fue un submarino alemán de la Kriegsmarine, correspondiente al Tipo IIB, usado durante la Segunda Guerra Mundial desde distintas bases alemanas hasta que fue echado a pique por su propia tripulación el 5 de mayo de 1945. En sus cinco patrullas de combate, logró hundir 2 buques, con un registro bruto combinado de 1615 toneladas.

## Construcción
Se ordenó iniciar la construcción del pequeño submarino costero U 17 el 2 de febrero de 1935, tras lo cual su quilla fue puesta sobre las gradas de los astilleros F. Krupp Germaniawerft AG de Kiel el 1 de julio de 1935, desde donde fue botado al agua el 14 de noviembre de 1935 y tras la finalización de sus obras, fue entregado a la Kriegsmarine el 3 de diciembre de 1935, que lo puso bajo las órdenes del teniente primero Werner Fresdorf.

## Historial

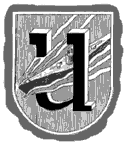
Emblema de la 1.ª Unterseebootsflottille.

Al comienzo de la Segunda Guerra Mundial, el U 17 fue asignado a la 1.ª Unterseebootflottille, con la que realizó cinco patrullas de combate:
En su primera patrulla de combate, partió el 25 de agosto de 1939 de Wilhelmshaven al mando de Heinz von Reiche con órdenes de patrullar en el mar del Norte, sin que tuviese contacto con buques enemigos, por lo que retornó a Wilhelmshaven el 30 de agosto, desde donde zarpó al día siguiente y bajo el mismo mando para patrullar la costa sudeste de Gran Bretaña. Antes de retornar el 8 de septiembre, desplegó minas cerca de Dover el 5 de septiembre.
En su tercera patrulla de combate, partió desde Wilhelmshaven el 29 de enero de 1940 para operar en el área de Shetlands al mando de Udo Behrens, y retornó al mismo puerto el 10 de febrero. Desde este mismo puerto zarpó el 29 de enero bajo el mismo mando con orden de patrullar en el mar del Norte. Tras hundir dos buques, regresó a su base el 10 de febrero. En su última patrulla, entre el 13 de abril de 1940 y el 2 de mayo de 1940, patrulló entre Noruega y las Shetlands. El 26 de abril, rescató a dos pilotos alemanes cerca de Noruega.
Tras sus cinco patrullas de combate, el U 17 fue usado como buque escuela, y transferido a la 22ª Unterseebootflottille hasta el final de la guerra, formando a las tripulaciones de los submarinos que lucharon en la Batalla del Atlántico. Uno de sus mandos en funciones de instructor fue el teniente primero Walter Sitek, que escapó de ser hecho prisionero cuando, tras el hundimiento del U 581 por el HMS Westcott en febrero de 1942, nadó 6 kilómetros hasta las islas Azores, y retornó a Alemania tras pasar por España, para servir primero como instructor en el U 17 y posteriormente, en los submarinos de primera línea U 981 y U 3005.

## Buques hundidos
| Fecha              | Buque      | Nacionalidad | Tonelaje | Destino |
| ------------------ | ---------- | ------------ | -------- | ------- |
| 2 de marzo de 1940 | Rijnstroom | holandés     | 695 t    | Hundido |
| 5 de marzo de 1940 | Grutto     | holandés     | 920 t    | Hundido |

## Destino
El U 17 fue echado a pique el 5 de mayo de 1945 en la operación Regenbogen en Wilhelmshaven.

## Comandantes
| Empleo                                  | Nombre                     | Desde                    | hasta                    |
| --------------------------------------- | -------------------------- | ------------------------ | ------------------------ |
| Oberleutnant ascendió a Kapitänleutnant | Werner Fresdorf            | 3 de diciembre de 1935   | 1 de noviembre de 1937   |
| Oberleutnant ascendió a Kapitänleutnant | Heinz von Reiche           | 2 de noviembre de 1937   | 11 de septiembre de 1939 |
| Kapitänleutnant                         | Harald Jeppener-Haltenhoff | 11 de septiembre de 1939 | 19 de octubre de 1939    |
| Kapitänleutnant                         | Wolf-Harro Stiebler        | 18 de octubre de 1939    | 5 de enero de 1940       |
| Kapitänleutnant                         | Udo Behrens                | 6 de enero de 1940       | 7 de julio de 1940       |
| Oberleutnant                            | Herwig Collmann            | 8 de julio de 1940       | 4 de enero de 1941       |
| Kapitänleutnant                         | Wolfgang Schultze          | 5 de enero de 1941       | 15 de octubre de 1941    |
| Leutnant                                | Otto Wollschläger          | 2 de octubre de 1941     | 14 de octubre de 1941    |
| Oberleutnant                            | Ernst Heydemann            | 16 de octubre de 1941    | 31 de mayo de 1942       |
| Leutnant                                | Walter Sitek               | 1 de junio de 1942       | 22 de febrero de 1943    |
| Leutnant ascendió a Oberleutnant        | Karl-Heinz Schmidt         | 23 de febrero de 1943    | 25 de mayo de 1944       |
| Oberleutnant                            | Hans-Jürgen Bartsch        | 26 de mayo de 1944       | 21 de diciembre de 1944  |
| Oberleutnant                            | Friedrich Baumgärtel       | 22 de diciembre de 1944  | 6 de febrero de 1945     |